# Steve Jenkner
Steve Jenkner (Lichtenstein, 31 maggio 1976) è un pilota motociclistico tedesco ritiratosi dall'attività agonistica.

## Carriera
Dopo aver iniziato a competere nelle minimoto nel 1989 è passato alle competizioni del campionato nazionale tedesco di velocità, per ottenere le sue prime partecipazioni a gare internazionali con il campionato Europeo Velocità a cui ha preso parte nel 1996, piazzandosi al 21º posto.
Jenkner ha corso per quasi tutta la sua carriera con la Aprilia, partecipando a diversi campionati nel motomondiale in 125 e in 250. L'unica eccezione è rappresentata dalla stagione 2000 corsa a bordo di una Honda. La sua migliore annata è stata quella del 2002, 5º assoluto nel motomondiale in 125.
La sua prima ed unica vittoria in un Gran Premio è stata ottenuta nel motomondiale 2003 con una Aprilia del team Exalt Cycle Red Devil in occasione del GP d'Olanda.
Nel 2006 la sua ultima stagione nelle competizioni, quando prende parte al campionato Europeo nella classe 250 con la Fantic Motor, posizionandosi undicesimo con 29 punti nella classifica piloti, ottenendo anche un podio in stagione come risultato di rilievo. Nel 2007 prende parte alla gara conclusiva al Mugello della classe 125 del Campionato Italiano Velocità. In sella ad una motocicletta Moro R. termina la gara con un ritiro.
Terminata la sua attività di pilota, resta nell'ambito del motociclismo sportivo svolgendo varie mansioni. Dal 2007 cura il servizio stampa di alcune squadre motociclistiche, mentre dal 2008 è tecnico della Bridgestone per quel che concerne la MotoGP.

## Risultati nel motomondiale

### Classe 125
| 1996 | Classe | Moto    |  |  |  |  |  |  |  |    |  |  |  |  |  |  |  |  | Punti | Pos. |
| ---- | ------ | ------- |  |  |  |  |  |  |  | -- |  |  |  |  |  |  |  |  | ----- | ---- |
| 1996 | 125    | Aprilia |  |  |  |  |  |  |  | NQ |  |  |  |  |  |  |  |  | 0     |      |

| 1997 | Classe | Moto    |    |    |    |    |    |    |    |    |     |    |    |   |    |    |    |  | Punti | Pos. |
| ---- | ------ | ------- | -- | -- | -- | -- | -- | -- | -- | -- | --- | -- | -- | - | -- | -- | -- |  | ----- | ---- |
| 1997 | 125    | Aprilia | 21 | 21 | 18 | 22 | 15 | 13 | 17 | 18 | Rit | 12 | 16 | 7 | 14 | 15 | 16 |  | 20    | 19º  |

| 1998 | Classe | Moto    |     |    |    |    |   |    |   |     |   |    |    |    |    |    |  |  | Punti | Pos. |
| ---- | ------ | ------- | --- | -- | -- | -- | - | -- | - | --- | - | -- | -- | -- | -- | -- |  |  | ----- | ---- |
| 1998 | 125    | Aprilia | Rit | 11 | 16 | 14 | 7 | 10 | 9 | Rit | 8 | 11 | 14 | 16 | 15 | 17 |  |  | 45    | 17º  |

| 1999 | Classe | Moto    |    |    |    |   |    |     |  |    |    |   |   |   |    |    |    |     | Punti | Pos. |
| ---- | ------ | ------- | -- | -- | -- | - | -- | --- |  | -- | -- | - | - | - | -- | -- | -- | --- | ----- | ---- |
| 1999 | 125    | Aprilia | 15 | 13 | 17 | 8 | 14 | Rit |  | NP | 17 | 7 | 7 | 5 | 10 | 11 | 16 | Rit | 54    | 15º  |

| 2000 | Classe | Moto  |   |   |    |    |     |   |     |   |    |    |     |    |    |    |    |   | Punti | Pos. |
| ---- | ------ | ----- | - | - | -- | -- | --- | - | --- | - | -- | -- | --- | -- | -- | -- | -- | - | ----- | ---- |
| 2000 | 125    | Honda | 6 | 9 | 13 | 10 | Rit | 4 | Rit | 7 | 18 | 10 | Rit | 11 | 16 | 13 | 13 | 7 | 74    | 12º  |

| 2001 | Classe | Moto    |   |   |     |    |    |   |   |   |    |   |     |   |     |    |     |    | Punti | Pos. |
| ---- | ------ | ------- | - | - | --- | -- | -- | - | - | - | -- | - | --- | - | --- | -- | --- | -- | ----- | ---- |
| 2001 | 125    | Aprilia | 7 | 8 | Rit | 12 | 12 | 4 | 3 | 7 | 10 | 3 | Rit | 7 | Rit | 17 | Rit | 17 | 94    | 11º  |

| 2002 | Classe | Moto    |    |   |   |    |   |   |   |   |   |   |   |    |   |   |   |   | Punti | Pos. |
| ---- | ------ | ------- | -- | - | - | -- | - | - | - | - | - | - | - | -- | - | - | - | - | ----- | ---- |
| 2002 | 125    | Aprilia | 15 | 4 | 3 | 11 | 8 | 3 | 6 | 5 | 3 | 6 | 3 | 18 | 3 | 6 | 7 | 5 | 168   | 5º   |

| 2003 | Classe | Moto    |   |   |   |   |     |   |   |     |     |     |     |    |   |     |   |   | Punti | Pos. |
| ---- | ------ | ------- | - | - | - | - | --- | - | - | --- | --- | --- | --- | -- | - | --- | - | - | ----- | ---- |
| 2003 | 125    | Aprilia | 3 | 3 | 2 | 8 | Rit | 4 | 1 | Rit | Rit | Rit | Rit | 10 | 5 | Rit | 3 | 2 | 151   | 6º   |

| 2004 | Classe | Moto    |   |   |    |   |    |   |    |    |   |   |     |   |    |    |   |    | Punti | Pos. |
| ---- | ------ | ------- | - | - | -- | - | -- | - | -- | -- | - | - | --- | - | -- | -- | - | -- | ----- | ---- |
| 2004 | 125    | Aprilia | 8 | 2 | 10 | 7 | 12 | 5 | 20 | 11 | 6 | 6 | Rit | 5 | 11 | 10 | 5 | 10 | 122   | 8º   |

| Legenda | 1º posto        | 2º posto            | 3º posto            | A punti      | Senza punti        | Grassetto – Pole position Corsivo – Giro più veloce |
| Legenda | Gara non valida | Non qual./Non part. | Ritirato/Non class. | Squalificato | '-' Dato non disp. | Grassetto – Pole position Corsivo – Giro più veloce |

### Classe 250
| 2005 | Classe | Moto    |     |    |     |     |  |    |     |    |    |    |    |    |    |    |    |     |    | Punti | Pos. |
| ---- | ------ | ------- | --- | -- | --- | --- |  | -- | --- | -- | -- | -- | -- | -- | -- | -- | -- | --- | -- | ----- | ---- |
| 2005 | 250    | Aprilia | Rit | NQ | Rit | Rit |  | 19 | Rit | NE | 17 | 14 | 15 | 12 | 14 | 14 | 14 | Rit | 17 | 13    | 23º  |

| Legenda | 1º posto        | 2º posto            | 3º posto            | A punti      | Senza punti        | Grassetto – Pole position Corsivo – Giro più veloce |
| Legenda | Gara non valida | Non qual./Non part. | Ritirato/Non class. | Squalificato | '-' Dato non disp. | Grassetto – Pole position Corsivo – Giro più veloce |